# Walter Sparrow
Pour les articles homonymes, voir Sparrow.
Walter Sparrow est un acteur britannique né le 22 janvier 1927 à Eltham (Royaume-Uni) et mort le 31 mai 2000 en Angleterre (Royaume-Uni).

## Filmographie

### Cinéma
- 1965 : Le Train des épouvantes (Dr. Terror's House of Horrors)
- 1969 : Zeta One : Stage Manager
- 1970 : Cool It Carol! : Cameraman
- 1985 : Le Secret de la pyramide (Young Sherlock Holmes) : Ethan Engel
- 1988 : Voyageur malgré lui (The Accidental Tourist) : Hot Dog Vendor
- 1990 : J'ai engagé un tueur (I Hired a Contract Killer) : Hotel Porter
- 1991 : L'Âge de vivre (Let Him Have It) : Nightwatchman
- 1991 : Robin des Bois, prince des voleurs (Robin Hood: Prince of Thieves) : Duncan
- 1993 : Le Jardin secret (The Secret Garden) : Ben Weatherstaff
- 1993 : U.F.O. : Old Codger
- 1993 : Les Ombres du cœur (Shadowlands) : Fred Paxford
- 1995 : Souvenirs d'un été (Now and Then) : Crazy Pete
- 1996 : Jane Eyre : Lord Eshton
- 1997 : The Woodlanders : Old Creedle
- 1998 : À tout jamais: la véritable histoire de Cendrillon (Ever After) : Maurice
- 1998 : Prometheus (en) : Grandad
- 1999 : Treasure Island : Ben Gunn
- 1999 : Simon le Magicien (Simon Magus) : Benjamin

### Télévision
- 1965 : The Mind of the Enemy (feuilleton télévisé) : Albert Mercer
- 1966 : Die Gentlemen bitten zur Kasse
- 1967 : Gentleman Jim
- 1967 : Market in Honey Lane (série télévisée) : Bert Fowler (1967)
- 1969 : Les Champions Sorcellerie : George Whetlor
- 1978 : Le Club des cinq (série télévisée) • Les Cinq font du Camping : Lucien West
- 1980 : Cream in My Coffee : Boatman
- 1981 : Private Schulz (feuilleton télévisé) : Becker
- 1985 : Hitler's S.S.: Portrait in Evil : Klaus
- 1989 : Somewhere to Run : Neighbour
- 1991 : Smack and Thistle : Waggy
- 1992 : Memento Mori : Stallholder
- 1993 : Dirtysomething : Bill
- 1993 : The Magician (téléfilm) : Leonard Cox
- 1994 : Love On a Branch Line (feuilleton télévisé) : Chitty Buckthorn
- 1994 : Paris (série télévisée) : Hugo
- 1995 : Le Club des cinq (série télévisée) • Les Cinq et le Coffre aux merveilles : Grand Père